# 小立方立方八面体
小立方立方八面体 (Small Cubicuboctahedron)とは、一様多面体の一種で、斜方立方八面体の正方形の面の内、正三角形に隣接しているものを削り、交差する正八角形にしたものである。

## 性質
- 構成面： 正三角形 8枚、正方形 6枚、正八角形 6枚
- 辺： 48
- 頂点： 24
- 頂点形状： 3/2, 8, 4, 8 (3,8,4,8が蝶ネクタイ型に交差する)
- ワイソフ記号： 3/2 4 | 4
- 枠： 斜方立方八面体
- 双対： Small hexacronic icositetrahedron
- 外接球半径： 一辺を2とすると{\displaystyle {\sqrt {5+2{\sqrt {2}}}}}

## 同じ枠を持つ立体
- 斜方立方八面体
- 小斜方六面体
- 星型切頂六面体